# Попечитель учбового округу
Попечитель навчального округу, або куратор шкільної округи (рос. Попечитель учебного округа) — посадова особа (опікун), що очолювала в Російській імперії шкільну округу (рос. учебный округ) — територіальну одиницю управління навчальними закладами, підпорядкованими Міністерству народної освіти, в 1803—1917 роках. Посада була введена в 1803 згідно із «Попередніми правилами народної освіти», що сформували в Росії систему шкільних округ на чолі з університетами.
Головним завданням куратора було проведення зв'язку між університетом і Міністерством народної освіти (з 1835 до куратора від університету перейшов також адміністративний нагляд за середніми та початковими училищами шкільної округи). Територія шкільної округи, очолюваної куратором, охоплювала кілька губерній. Куратор керував тільки закладами відомства Міністерства народної освіти; навчальні заклади, які перебували у віданні інших центральних органів виконавчої влади, куратору шкільної округи не підпорядковувалися.